# Olha pra Mim (canção)
"Olha pra Mim" é uma canção gravada pelo grupo cristão brasileiro Toque no Altar, presente inicialmente no disco de nome homônimo, lançado em 2006. Foi composta e interpretada por Davi Sacer e Luiz Arcanjo, ambos vocalistas da banda.
"Olha pra mim" fez com que a banda ganhasse pela terceira vez consecutiva na categoria Música do ano, no Troféu Talento em 2007. Excepcionalmente ao disco anterior, Luiz e Davi cantam juntos na canção de trabalho da obra. O tema central da canção foram situações em que pessoas na Bíblia chamaram a atenção de Jesus, como no caso da Mulher do Fluxo de Sangue e o Cego Bartimeu.
"Olha pra Mim" foi regravada três vezes, no álbum É Impossível, mas Deus Pode (interpretada por Rafael Bitencourt), o Trazendo a Arca a registrou no DVD Ao Vivo no Maracanãzinho (interpretada por Sacer e Arcanjo) e sua versão em CD, Ao Vivo no Maracanãzinho - Volume 1. Davi Sacer, em sua carreira solo regravou-a em No Caminho do Milagre. "Olha pra Mim" também foi escolhida como uma das faixas da coletânea 10 Anos, lançada em 2012.

## Premiações
| Premiação      | Categoria     | Resultado | ref   |
| -------------- | ------------- | --------- | ----- |
| Troféu Talento | Música do ano | Venceu    | [ 2 ] |